# Municipio de Rush (condado de Schuylkill)
El municipio de Rush (en inglés: Rush Township) es un municipio ubicado en el condado de Schuylkill en el estado estadounidense de Pensilvania. En el año 2020 tenía una población de 3.417 habitantes y una densidad poblacional de 55 personas por km².

## Geografía
El municipio de Rush se encuentra ubicado en las coordenadas 40°50′00″N 75°57′59″O / 40.83333, -75.96639.

## Demografía
Según la Oficina del Censo en 2000 los ingresos medios por hogar en la localidad eran de $42,664 y los ingresos medios por familia eran $45,750. Los hombres tenían unos ingresos medios de $35,386 frente a los $27,473 para las mujeres. La renta per cápita para la localidad era de $17,893. Alrededor del 6,3% de la población estaban por debajo del umbral de pobreza.